# Необыкновенное лето (фильм, 1979)
«Необыкновенное лето» — советский цветной четырёхсерийный телевизионный художественный фильм, поставленный на Киностудии «Ленфильм» в 1977 году режиссёром Григорием Никулиным. Вторая экранизация (первая в 1957 г.) одноимённого романа Константина Федина: второй части трилогии.
По заказу Государственного Комитета Совета Министров СССР по телевидению и радиовещанию
Телевизионная премьера фильма в СССР состоялась 29 октября 1979 года.
1919 год. Идёт Гражданская война. И персонажам необходимо сделать свой выбор.

## В ролях
- Юрий Демич — Кирилл Извеков
- Николай Волков-мл. — Рагозин
- Светлана Орлова — Анночка Парабукина
- Олег Пальмов — Дибич
- Анатолий Азо — Пастухов
- Светлана Орлова — Ася, жена Пастухова
- Евгений Лебедев — Мешков
- Ирина Печерникова — Лиза Мешкова
- Геннадий Егоров[1] — Виктор Шубников
- Станислав Плотников — Зазнобышев
- Елизавета Акуличева — Вера Никандровна, мать Кирилла Извеков
- Пётр Шелохонов — Дорогомилов
- Юрий Васильев — Цветухин
- Владимир Трещалов — Парабукин
- Юрий Рашкин — Зубинский
- Михаил Храбров — Мерцалов
- Данута Столярская — Ольга Адамовна

## Съёмочная группа
- Сценарий — Марии Зверевой
- Постановка — Григория Никулина
- Главный оператор — Николай Жилин
- Художник-постановщик — Михаил Иванов
- Композитор — Александр Мнацаканян